# Lepiota helveola
Lepiota helveola è una specie di funghi basidiomiceti della famiglia delle Agaricaceae e del genere Lepiota.
È altamente velenoso per gli esseri umani: il consumo di anche solo un esemplare, pur trattandosi di un fungo di dimensioni ridotte (non più di 7 cm), provoca una grave intossicazione che può anche portare alla morte. Le dimensioni e il colore vagamente rugginoso permettono di distinguerlo dalle specie commestibili di Lepiota, ma esistono alcune somiglianza tra L. helveola e il più comune e commestibile Marasmius oreades, volgarmente detto "gambesecche".

## Descrizione

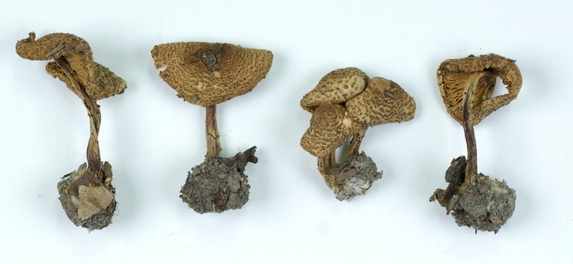
Esemplari di L. helveola conservati in un erbario della Germania

Lepiota helveola produce un carpoforo a cappello di piccole dimensioni, che misura da 1,5 a 3 cm di diametro ed è convesso e piuttosto sottile. È ornato da una cuticola color marrone scuro che presenta squame color salmone su fondo biancastro.
Il gambo è lungo circa 7 cm e ha un diametro di 1 cm; è di aspetto fibrillare, con superficie irregolare e colore simile a quello del cappello. Possiede un anello caduco e talvolta farinoso.
Le lamelle sue foglie sono libere, compatte, arrotondate e inodori, di colore biancastro, bianco crema o tendente al marroncino o al rosa salmone.
La polpa, bianca negli esemplari giovani e leggermente rosata in quelli maturi, diventa rosseggiante se sottoposta ad essiccazione.
Le spore sono piccole, lunghe 8 µm e ampie 5 µm. La sporata è di colore bianco.
Lepiota helveola è filogeneticamente affine ad altri piccoli funghi del genere Lepiota, tra cui L. brunneoincarnata, L. brunneolilacea, L. cristata e L. josserandii.

## Ecologia
Si tratta di un fungo saprofita; la sua elevata tossicità gli permette di evitare il parassitismo da parte delle larve dei Ditteri.

## Distribuzione e habitat
Cresce sotto forma di esemplari isolati o rari, nei prati ai margini dei boschi, privilegiando ambienti caldi; per questo è più diffusa nelle aree a clima mediterraneo. Tende a crescere anche in luoghi ricchi di cedui.
La specie è presente in Algeria, Marocco, Spagna, Portogallo, Corsica, Germania, Sicilia, Sardegna, Ucraina, Moldavia e Turchia. Ne è stata documentata la presenza anche negli Stati Uniti e in Québec.

## Tossicità
Lepiota helveola è particolarmente tossica e perfino mortale in alcuni casi. Come numerose altre lepiote di colore rugginoso, contiene le amatossine, sostanze peptidiche a conformazione ciclica che sono estremamente dannose per il fegato. A parità di peso dei funghi ingeriti, L. helveola può avere la stessa tossicità dell'Amanita phalloides. L'intossicazione si manifesta dapprima con dispnea, vertigini e gastroenterite acuta; successivamente, dopo un'apparente remissione clinica, le amatossine iniziano a distruggere gli epatociti, con effetti gravissimi.
Nel 1892 alcuni raccoglitori vandeani di "mazze di tamburo" (Macrolepiota procera) consumarono un totale di circa cento esemplari di L. helveola che scambiarono per il commestibile Marasmius oreades. Ciò provocò la morte di un bambino di 5 anni, a distanza di 3 giorni dall'ingestione; causò inoltre una grave gastroenterite in un uomo di 33 anni e in una donna di 30.
Nel 1994 una donna di 27 anni dovette sottoporsi a un trapianto di fegato presso l'ospedale universitario di Rennes a causa dell'avvelenamento da L. helveola. Nel 1990, in Turchia, undici persone morirono avvelenate in due distinti casi di raccolta di L. helveola e successivo consumo massiccio del fungo.